# 日章村
日章村（にっしょうむら）は、高知県香美郡にあった村。現在の南国市の南東端、物部川の河口右岸にあたる。

## 地理
- 海洋：土佐湾
- 河川：物部川、秋田川、後川放水路

## 歴史

### 村名の由来
漢学者の北村沢吉博士が建設した日章園より。

### 沿革
- 1942年（昭和17年）7月1日 - 田村・立田村・三島村が合併して発足。高知海軍航空隊基地（現・高知空港）の建設で三島村の人口が激減したことによる。
- 1950年（昭和25年）3月24日 - 村内に昭和天皇の戦後巡幸。高知大学グラウンドに日章村奉迎場が設けられた[1]。
- 1956年（昭和31年）9月30日 - 前浜村・長岡郡大篠村・三和村・稲生村・十市村と合併して長岡郡香長村が発足。同日日章村廃止。

## 交通

### 鉄道路線
- 土佐電気鉄道
  - 安芸線（1974年廃止）
    - 立田駅 - 日章駅

### 空港
現在は旧村域に高知空港が所在するが、当時は未開港。